# Samuelsia geonomis
Samuelsia geonomis är en svampart som beskrevs av P. Chaverri & K.T. Hodge 2008. Samuelsia geonomis ingår i släktet Samuelsia och familjen Clavicipitaceae.   Inga underarter finns listade i Catalogue of Life.